# Sarang Danda
Sarang Danda – gaun wikas samiti we wschodniej części Nepalu w strefie Meći w dystrykcie Panchthar. Według nepalskiego spisu powszechnego z 2001 roku liczył on 1188 gospodarstw domowych i 6143 mieszkańców (3150 kobiet i 2993 mężczyzn).